# Балаян, Зорий Айкович
Зо́рий Айкович (Гайкович) Балая́н (арм. Զորի Հայկի Բալայան) (род. 10 февраля 1935, Степанакерт, НКАО, АзССР, СССР) — советский армянский писатель, политический и общественный деятель, журналист, прозаик, врач. Сопредседатель Международной экологической организации «Байкальское движение». Участник плавания на реплике армянского киликийского судна XII века «Киликия» вокруг Европы (2004—2006), организатор и начальник экспедиции «Кругосветное плавание на яхте „Армения“» (2009—2011) — первого в истории Армении кругосветного путешествия. Заслуженный деятель культуры Республики Армения (2005).

## Образование
- 1957 — окончил среднюю школу.
- 1963 — окончил Рязанский медицинский институт.

## Трудовая деятельность
- 1963—1973 годы — работал врачом на Камчатке
- С 1974 года живёт в Ереване
- 1975 — работает собственным корреспондентом «Литературной газеты»
- 1967—1970 годы — совершил путешествие на самодельной лодке по рекам и морям Азии и Европы, преодолел 32 тыс. км.
- 1989 год — был избран депутатом Национального Совета НКАО[прояснить]. Был народным депутатом СССР и народным депутатом НКР[когда?]
- Сопредседатель Международной экологической организации «Байкальское движение»

## Политические взгляды
Особую известность Зорию Балаяну принесло эссе «Очаг», посвящённое истории Армении, и изданное отдельной книгой в 1981 году. В эссе, в частности, подчёркивалась армянская идентичность Нагорного Карабаха и армянская историческая принадлежность Нахичевани. «Я встретил восход на берегу Аракса. Мы беседовали с армянской рекой по-армянски» — писал З. Балаян. И хотя книга была написана в догорбачёвскую эпоху, Балаян называл турок — в том числе и азербайджанцев — «врагами» и России и Армении. Книга вызвала бурю протестов в Азербайджане — на что автор, по мнению де Ваала, и рассчитывал. Сабир Рустамханлы, Мирза Ибрагимов и другие видные представители интеллигенции Азербайджана опубликовали в республиканской печати статьи, в которых выразили своё возмущение.
Впоследствии Балаян стал одним из лидеров карабахского движения. В качестве такового, он вместе с поэтессой Сильвой Капутикян 26 февраля 1988 года (вскоре после постановления Облсовета НКАО о воссоединении с Арменией) встречался с Михаилом Горбачёвым, надеясь уговорить его разрешить Карабахский вопрос.
В 1993 году подписал «Письмо 42-х».
Согласно Томасу де Ваалу, Зорий Балаян являлся одним из главных агитаторов идеологии движения за присоединение Карабаха к Армении. В интервью, данном в 2000 году, он убеждённо выстроил в цепь доказательств существования пантюркистской угрозы столь разные события, как геноцид армян 1915 года, правление азербайджанского президента Алиева и недавнее убийство в Стамбуле двух британских футбольных болельщиков фанатами турецкой команды.
В 2013 году написал письмо Путину, из-за которого удостоился резкой критики в Армении и Карабахе.

## Несуществующая книга
Через некоторое время после окончания Первой карабахской войны некоторые азербайджанские и турецкие источники стали «цитировать» отрывок из книги, якобы написанной Балаяном и носившей название «Воскрешение души нашей» (в некоторых цитатах просто «Воскрешение»), где автор признаётся в зверском убийстве азербайджанского ребёнка во время войны. Как сам Балаян, так и министерство иностранных дел Армении заявили, что Зорий Балаян никогда не писал такой книги. Айше Гюнайсу, член Комитета против расизма и дискриминации Ассоциации прав человека Турции (Стамбул), заявила, что «довольно очевидно, просто из анализа языка описания пыток, что весь отрывок полностью выдуман». Турецкий писатель Онур Джаймаз, первоначально поддержавший обвинения в адрес Балаяна, оказался от своих слов и заявил, что Балаян никогда не писал такую книгу и «цитаты» из неё можно найти только на ультранационалистских турецких и азербайджанских сайтах.

## Обвинения Азербайджана
3 июля 1994 года в результате теракта в Бакинском метрополитене между станциями «28 Мая» и «Гянджлик» погибли 13 и были ранены 42 человека. По факту террористического акта был арестован лезгин Азер Асланов. В 1998 году, на суде по делу о взрывах в Бакинском метро 3 июля 1994 года, подсудимый Азер Асланов показал, что находясь в армянском плену, он получил указание от Зория Балаяна провести этот теракт. В связи с этим, постановлением азербайджанского суда в отношении Балаяна было возбуждено уголовное дело. В 1999 году на основе представления Генеральной прокуратуры Азербайджана Интерпол объявил З. Балаяна в международный розыск как особо опасного преступника.
Однако в 2001 году Интерпол, рассмотрев вопрос, исключил Зория Балаяна из списка разыскиваемых лиц. Генеральный секретарь Интерпола Рональд Нобл отметил, что дело «имеет преобладающий политический характер и подпадает под статью 3 Устава Интерпола, согласно которой организации строго воспрещается предпринимать какое-либо вмешательство или действия, имеющие политический, военный, религиозный или расовый характер». После исключения Балаяна из розыска Интерполом Азербайджан обратился с аналогичным представлением в страны СНГ. Многочисленные просьбы прокуратуры Армении на предоставление ей материалов дела были азербайджанской стороной проигнорированы. Генеральная прокуратура, рассмотрев дело Балаяна, по результатам проверки направила в МВД России поручение о прекращении розыска писателя на территории РФ.
В 2005 году Интерпол арестовал Балаяна в Италии на основании обращения правительства Азербайджана, несмотря на то, что несколько лет назад Армения сумела исключить его имя из списка международных преступников Интерпола. После пятичасового содержания в полиции Зорий Балаян и Карен Балаян, капитан судна «Киликия», на котором они приплыли в порт Бриндизи на юге Италии, были освобождены. Зорий Балаян был отпущен лишь после обращения в Интерпол Министерства иностранных дел Армении и армянского посла в Италии. В связи с произошедшим событием Армения направила ноту Италии.

## Книги
Автор более 60 книг, в их числе:
- Нужен мужской разговор. Ер., 1974
- Ураган. Ер., 1977
- «Среди двух огней» (1979)
- «Красная яранга». М., 1979
- «Очаг» Ереван (1981), Москва (1984)[18]
- Хлеб. М., 1984
- «Неписаный закон» (1986)
- «Дерево доброты» (1986)
- Расплата. М., 1986
- «Тревога» (1987)
- Авария. Ер., 1988
- Дорога. М., 1988
- «Крылья» (1988).
- Слово мужчины
- Следственный эксперимент

По рассказу Зория Балаяна «Последняя спичка» снят 2-серийный телефильм «Схватка».

## Награды
- Дважды был удостоен звания мастера спорта СССР по тяжёлой атлетике и дальнему спортивному плаванию на лодках[19][20]
- Лауреат Всесоюзной премии имени Николая Островского[21]
- Лауреат премии Союза писателей Армении
- Лауреат премии Союза журналистов СССР[21]
- Орден Святого Месропа Маштоца (9 февраля 2010) — за многолетнюю неутомимую государственную и общественно-политическую деятельность, а также по случаю своего 75-летия со дня рождения[22]
- Награждён медалью Мовсеса Хоренаци (1998), медалью «За заслуги перед Отечеством» 1-й степени (2005), медалью «За отвагу»
- Заслуженный деятель культуры Республики Армения (27 декабря 2005) — за весомый вклад в литературу и публицистику присвоено звание заслуженного деятеля культуры[23]
- Почётный гражданин Еревана (2005)[24].
- Герой Арцаха (2006)